# Radna (rzeka)
Radna – rzeka w Polsce, w województwie świętokrzyskim, przepływająca przez teren powiatów buskiego i staszowskiego, w granicach gmin Gnojno, Szydłów i Tuczępy, prawostronny dopływ Wschodniej.

## Bieg
Początek bierze we wsi Rudki, na wysokości około 280 m n.p.m. Uchodzi w Grzymale, na wysokości 190,5 m n.p.m.

## Dopływy
- Ciekąca (P)[2]
- Woliczanka (P)[2]

## Gospodarka
Ciek wymieniony jest w Rozporządzeniu Rady Ministrów z dnia 17 grudnia 2002 r. w sprawie śródlądowych wód powierzchniowych lub części stanowiących własność publiczną jako istotny dla regulacji stosunków wodnych na potrzeby rolnictwa.